# Gra poważna
Gra poważna – gra zaprojektowana w podstawowym celu innym niż czysta rozrywka. Przymiotnik „poważny” zazwyczaj odnosi się do gier wideo albo gier szkoleniowych używanych przez branże takie jak rekrutacja, edukacja, doradztwo biznesowe, badania naukowe, opieka zdrowotna, zarządzanie kryzysowe, planowanie miast, inżynieria i polityka. Idea gry poważnej jest bliska symulacjom, w tym symulacjom lotu i symulacjom medycznym, ale wyraźnie podkreśla pedagogiczną wartość zabawy i rywalizacji.

## Historia

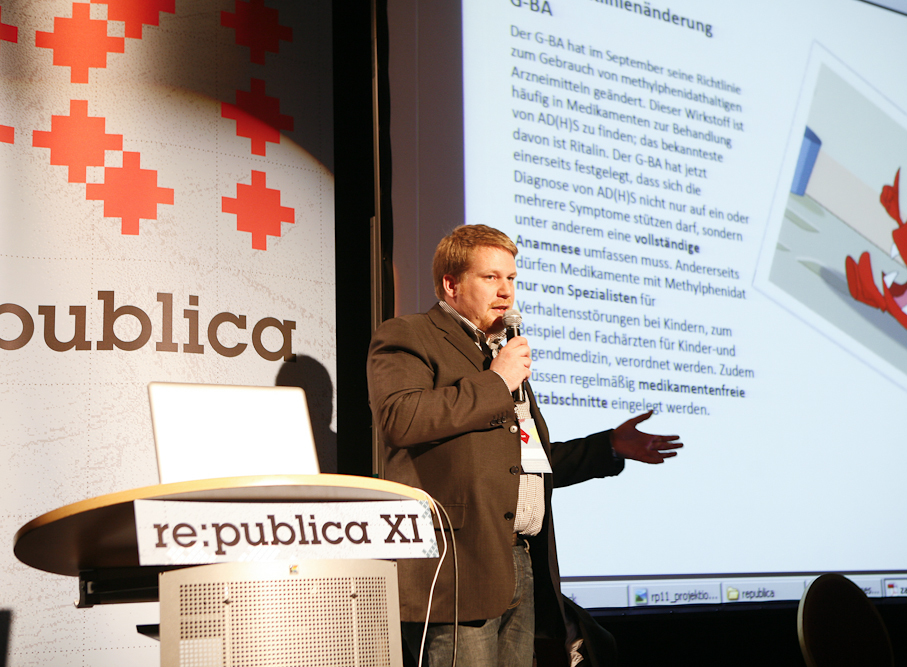
Wykład o grach poważnych

Korzystanie z gier w celach edukacyjnych było praktykowane co najmniej od XX wieku. Korzystanie z papierowych gier edukacyjnych stało się popularne w latach 60. i 70. XX wieku, ale zanikło w ramach ruchu nauczania Back to Basics. Clark C. Abt jest uważany za twórcę terminu „poważna gra”. Po raz pierwszy użył go w latach 70., definiując jako „gra o wyraźnym i starannie przemyślanym celu edukacyjnym, nieprzeznaczona do grania głównie dla rozrywki”. Abt uznał również, że „nie oznacza to, że poważne gry nie są lub nie powinny być zabawne”.
Na początku XXI wieku nastąpił gwałtowny wzrost różnego rodzaju gier edukacyjnych, zwłaszcza tych przeznaczonych dla młodszych uczniów. Wiele z tych gier nie było opartych na komputerach, ale wzorowało się na innych tradycyjnych systemach do gier, zarówno w formacie konsolowym, jak i przenośnym. W 1999 roku firma LeapFrog Enterprises wprowadziła LeapPad, który łączy interaktywną książkę z kartridżem i umożliwia dzieciom granie w gry i interakcję z książką w formie papierowej. Opierając się na popularności tradycyjnych przenośnych systemów do gier, takich jak Game Boy firmy Nintendo, w 2003 r. wprowadzili również swój przenośny system do gier o nazwie Leapster. System ten był oparty na kartridżach i zintegrowanych grach zręcznościowych z treściami edukacyjnymi.
W 2000 roku gry edukacyjne rozszerzyły się na tematykę zrównoważonego rozwoju dzięki tytułom takim jak Learning Sustainable Development w 2000 roku i Climate Challenge w 2006 roku.
Inne kierunki rozwoju poważnych gier wideo poza edukacją zaczęły pojawiać się na początku XXI wieku, czego przykładem była gra America’s Army wydana w 2002 roku. Gra była strzelanką pierwszoosobową stworzoną przez armię Stanów Zjednoczonych jako narzędzie rekrutacyjne, a później wykorzystywaną jako narzędzie wczesnego szkolenia dla nowych rekrutów.
Od roku 2013 obserwuje się rozwój gier poważnych tzw. drugiej generacji, które dzięki wbudowanym normom psychometrycznym potrafią same oceniać zachowania i decyzje gracza w grze (sprawność, trafność, szybkość decyzji i zachowań), odnosić tą ocenę do wbudowanej normy, a następnie na tej podstawie automatycznie adaptować poziom trudności kolejnych rozgrywek. Przypomina to sytuację, gdy algorytm szachów komputerowych sam rozpoznaje, jak zaawansowany szachista siedzi przed klawiaturą (analizując dotychczasowe ruchy szachisty), po czym algorytm ten sam podnosi lub obniża poziom trudności rozgrywki – dopasowując go do kompetencji gracza. Tego typu gry stanowią (stan na rok 2024) mniej niż 1% dostępnych na rynku gier, jednak ich udział powoli rośnie.
Koncepcja „gier drugiej generacji” została w badaniach poddana weryfikacji ekspertów HR pod kątem przydatności w rekrutacji, szkoleniach i ocenie kompetencji zawodowych, oraz w modelowaniu decyzji biznesowych. Ponad 67% badanych osób postrzega tego typu gry jako szansę na znacznie lepszą diagnozę kompetencji i osobowości (w porównaniu do aktualnie istniejących testów osobowościowych). Wynika to z faktu, że normy psychometryczne przypisane do gier powiązane będą z obserwacją rzeczywistych zachowań, a nie deklaracjami, które sami badani o sobie wpisują w kwestionariuszach testowych (w efekcie gry pozwolą zminimalizować efekt subiektywizmu i deklaratywności). Dodatkowo, ankietowani dostrzegają przewagę tzw. samoaktualizujących się norm psychometrycznych (próba badawcza będąca podstawą normy aktualizuje się o wyniki każdej poprzedniej rozgrywki, a jednocześnie usuwa z bazy dane najstarsze, mniej aktualne). Pozwoli to rozwiązać powszechny w psychometrii problem norm przestarzałych lub niedopasowanych do poszczególnych kultur narodowych. W efekcie ma pozwolić na większą trafność w rekrutacji, awansach, pomiarze umiejętności itp. Mniejszy, lecz także pozytywny wpływ oczekiwany jest w dydaktycznej warstwie gier drugiej generacji – tutaj znaczącej poprawy jakości oczekuje ok. 53% badanych. Jednocześnie aż 81% badanych twierdzi, że chciałoby w swojej pracy zastąpić gry klasyczne grami drugiej generacji, jeśli te będą porównywalne kosztowo (np. koszt licencji na stosowanie gry).
Dostępność rynkowa gier drugiej generacji ograniczona jest głównie do produkcji militarnych (symulatory wojskowe), gier dotyczących kompetencji informatycznych oraz gier dla dzieci i młodzieży (edukacja szkolna). Gry innego typu (np. dot. kompetencji finansowych, decyzyjnych, społecznych, strategicznych) są dopiero we wczesnej fazie rozwoju. Według stanu na rok 2024 w literaturze opisano dopiero dwa projekty badawcze dotyczące rozwoju tego typu gier o biznesowym charakterze. Wynikać to może z faktu, że – wbrew oczekiwaniom rynku – proces opracowywania norm psychometrycznych do gier drugiej generacji jest kilkukrotnie bardziej kosztowny i czasochłonny, niż tworzenie norm dla klasycznych testów.

## Zastosowania

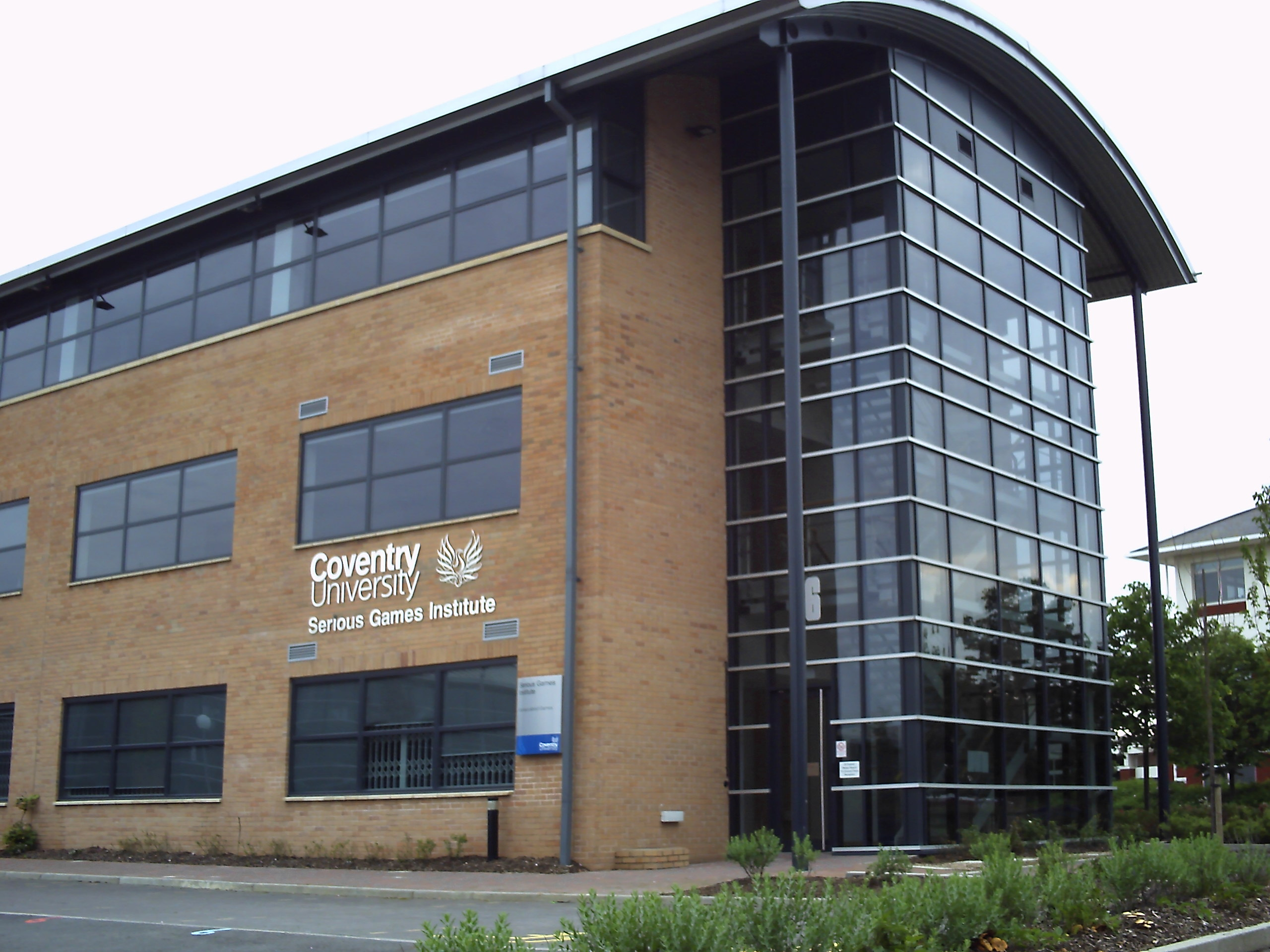
Uniwersytecki Instytut Poważnych Gier

### Zdrowie
Sektor ochrony zdrowia wykorzystuje gry cyfrowe między innymi dla szkolenia lekarzy, np. w celu przeszkolenia operacji lub przekazania specjalistycznej wiedzy. Istnieją również gry skierowane dla pacjentów, którzy wykorzystują je na przykład jako motywację do zdrowszego stylu życia, zdrowego odżywiania lub do celów rehabilitacyjnych. Ponadto gry poważne mogą służyć jako środek treningowy dla pacjentów, którzy zdobywają wiedzę na temat ich obrazu klinicznego i możliwych opcji terapeutycznych. Coraz częściej stosuje się również gry poważne w programach edukacji zdrowotnej.
15 czerwca 2020 r. amerykańska Agencja ds. Żywności i Leków zatwierdziła pierwszą terapię za pomocą gier wideo, grę dla dzieci w wieku 8–12 lat z pewnymi typami ADHD o nazwie EndeavorRx. Można ją pobrać na receptę na urządzenie mobilne i jest przeznaczona do stosowania w połączeniu z innymi zabiegami. Pacjenci grają w nią przez 30 minut dziennie, 5 dni w tygodniu, w ramach miesięcznego planu leczenia.

### Terapia ruchowa
Część gier poważnych ma na celu zachęcanie do sportu i ruchu. Na przykład za pomocą Wii Sports można trenować koordynację ręka-oko i mięśnie górnej części ciała, niezależnie od wieku i niepełnosprawności fizycznej, samodzielnie lub z innymi. Nawet proste gry typu Jump-'n'-Run mogą mieć cel edukacyjny, w zależności od użytkownika. Częściowo wykorzystywane są w terapiach rehabilitacyjnych w celu przywrócenia ruchomości palców użytkownika, szybkości reakcji i koordynacji wzrokowo-palcowej.

### Gry wojskowe
Gry takie jak America’s Army to symulacje szkoleniowe wykorzystywane do szkolenia i rekrutacji żołnierzy. Gry starają się jak najbardziej realistycznie przedstawiać działania wojenne, aby zapoznać użytkowników z niebezpieczeństwami, strategiami, bronią, taktyką i pojazdami.

### Edukacja
Prawdziwe symulacje i gry symulacyjne dają użytkownikowi możliwość zdobycia doświadczenia. W grach różne rodzaje akcji można bezpiecznie testować metodą prób i błędów. Wiedzę teoretyczną można albo zdobyć wcześniej, albo przekazać w trakcie gry. Dzięki projektowi badawczemu NetEnquiry Federalne Ministerstwo Edukacji i Badań USA wspiera edukację i szkolenia, z naciskiem na naukę zdalną. Do programów uniwersyteckich coraz częściej włączane są poważne gry, które studenci mogą wykorzystać do utrwalenia nauki lub poszerzenia wiedzy.

### Gry artystyczne
Gra artystyczna wykorzystuje medium gier komputerowych do tworzenia sztuki interaktywnej i multimedialnej. Po raz pierwszy termin został naukowo opisany w 2002 roku, aby określić gry, które przywiązują większą wagę do aspektu artystycznego, niż mechaniki gry. Przeważnie przekonują szczególną estetyką i atmosferą oraz wykorzystują interaktywność do pobudzania kreatywności i doznań estetycznych gracza. Sztuka tworzona przez lub za pośrednictwem gier komputerowych jest również nazywana grami artystycznymi.